# 流涎
流涎(りゅうぜん、 sialorrhea)とは、涎（よだれ）を垂れ流すこと。

## 成因
1. 唾液分泌過多
2. 口腔・咽頭の麻痺、嚥下運動障害
3. 疼痛による嚥下困難
4. 機能障害は無いが、唾液を嚥下せず、垂れ流す。(乳児にみられる)

## 病的意義
分泌過多や唾液を嚥下しない場合には、病的意義は薄く、治療を必要としない。

1. 口腔・咽頭の腫瘍による閉塞
2. 中枢・末梢神経疾患による麻痺・嚥下障害(球麻痺,仮性球麻痺など)
3. 急性喉頭蓋炎や咽頭後壁膿瘍などによる疼痛のため嚥下できない

といった場合には、原疾患の治療が行われる。